# Łódź Retkinia
Łódź Retkinia – powstały w latach 2020–2021 przystanek osobowy położony w Łodzi, na osiedlu Retkinia (wzdłuż ul. Maratońskiej, na wprost ul. Retkińskiej – za Centrum Handlowym Retkinia). PKP Polskie Linie Kolejowe podpisały 27 grudnia 2018 r. umowę na opracowanie projektu i wykonanie robót budowlanych. Budowę rozpoczęto w czerwcu 2020. Oddanie przystanku do użytku nastąpiło 13 czerwca 2021 w związku z korektą rozkładu jazdy pociągów.

## Ruch pasażerski[4]
| Rok  | Wymiana pasażerska na dobę |
| ---- | -------------------------- |
| 2021 | 150-199                    |
| 2022 | 300-499                    |
| 2023 | 300-499                    |

## Galeria

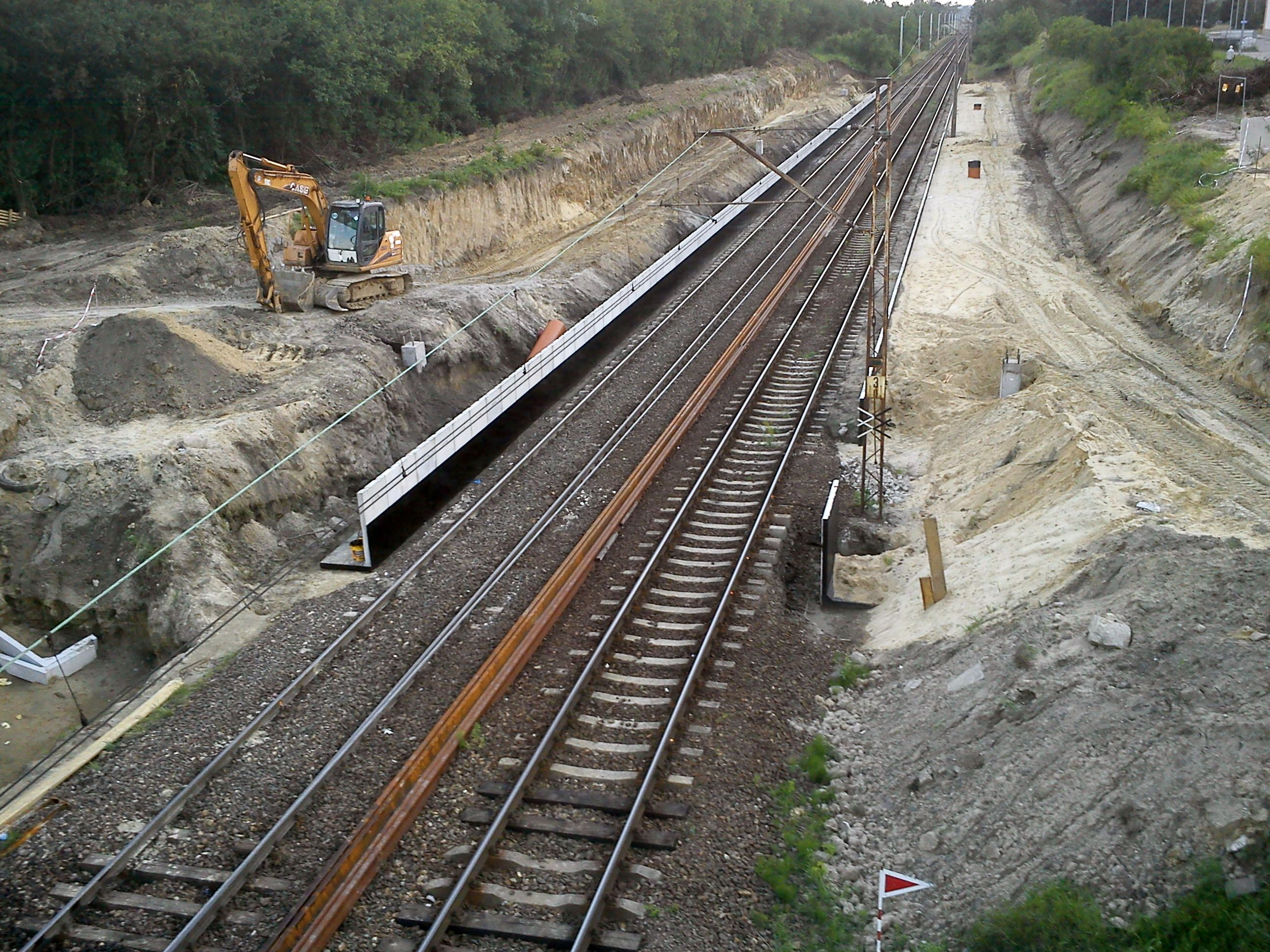
Budowa przystanku w lipcu 2020
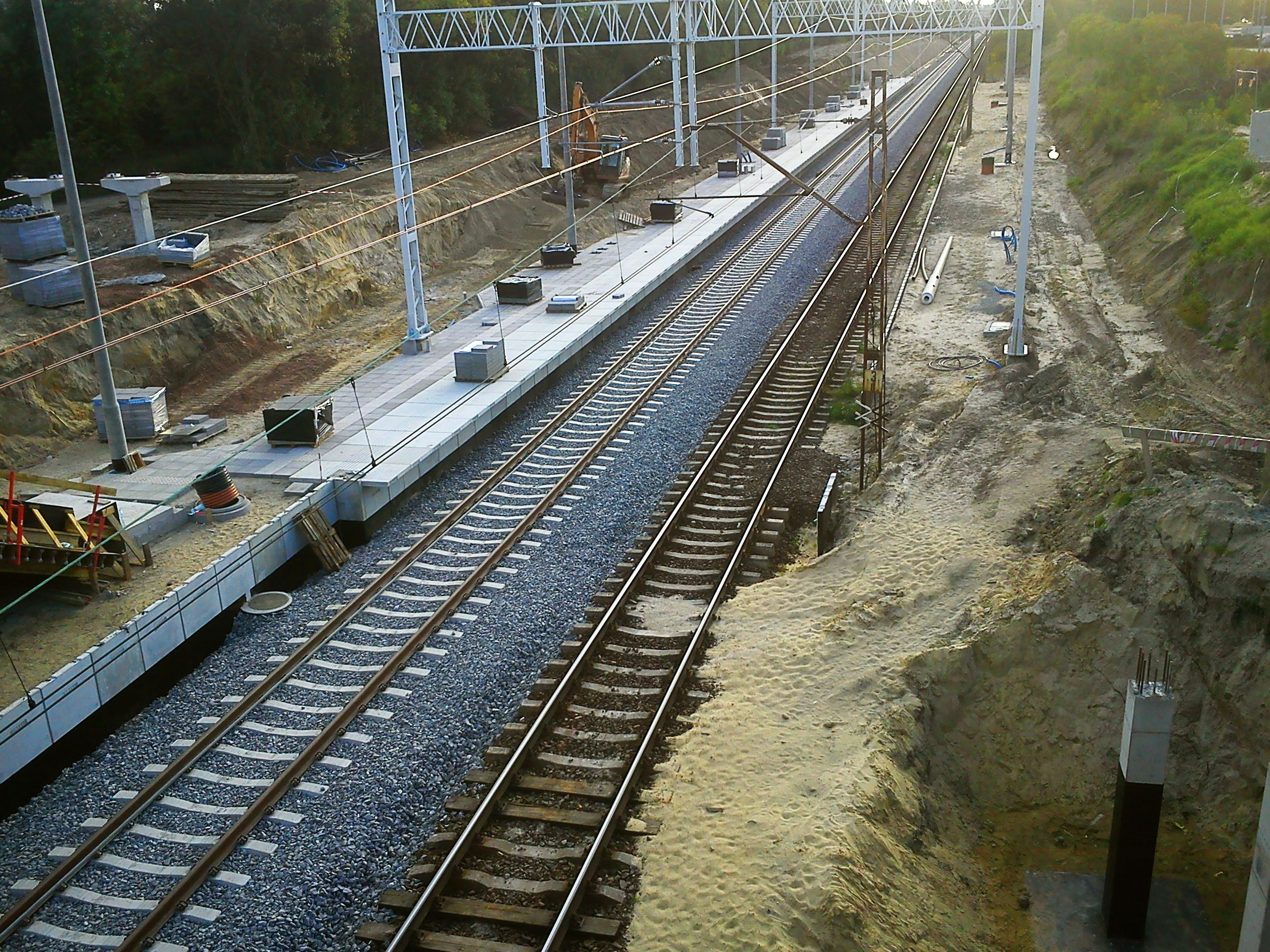
Budowa przystanku we wrześniu 2020